# Oughtibridge
Oughtibridge – wieś w Anglii, w South Yorkshire, w dystrykcie metropolitalnym Sheffield. W 2001 miejscowość liczyła 3 227 mieszkańców.